# 月刊ヤングマガジン
『月刊ヤングマガジン』（げっかんヤングマガジン）は、講談社が発行する月刊漫画雑誌。発売日は毎月20日。ジャンルは青年漫画。『週刊ヤングマガジン』の姉妹誌。略称は「月刊ヤンマガ」、「月刊YM」。

## 発行の変遷
1999年3 - 4月に休刊した『ヤングマガジン増刊赤BUTA・青BUTA』の後を受けて、1999年8月19日に月刊誌『別冊ヤングマガジン』としてスタート。2003年10月17日の49号で一旦休刊したあと、同年12月25日の1号でリニューアル創刊として隔月刊（発売日は偶数月の15 - 20日ごろ）に変わり、2009年10月16日発売の36号で最終号となり月刊化、同年12月9日より誌名を『月刊ヤングマガジン』に変更しリニューアルされた（日付は発売日。発行日ではない）。
2021年4月6日、『ヤングマガジンサード』との合併が決定され、同誌連載で継続中の作品18作品が『月刊ヤングマガジン』へ移籍、2021年6月号（5月20日発売）から同時連載が開始された。
2021年11月18日、同年12月20日発売の2022年1号より『ヤンマガWeb』（同社）と合流することを発表。中綴じの形態にリニューアルし、作品の連載場所が変更となる。

### 別冊ヤングマガジン
- 1999年 1 - 5号（8 - 12月）
- 2000年 6 - 15号（3月と8月は『ヤングマガジンKANSAI』発行のため休止）
- 2001年 16 - 27号、2002年 28 - 39号、2003年 40 - 49号・新創刊1号
- 2004年 2 - 7号、2005年 8 - 13号、2006年 14 - 19号、2007年 20 - 25号
- 2009年 26 - 36号（最終号）

### 月刊ヤングマガジン
- 2009年 1号 -

## 連載中の作品
以下、2025年8月20日（2025年9月号）現在連載中の作品。不定期連載作品、短期集中連載作品も含む。
| 作品名                                                | 作者（作画） | 原作など                                             | 開始号       | 備考                                                                              |
| ----------------------------------------------------- | ------------ | ---------------------------------------------------- | ------------ | --------------------------------------------------------------------------------- |
| 首都高SPL ゼロ                                        | 楠みちはる   | －                                                   | 2016年10月号 | 『首都高SPL -銀灰のSPEEDSTER-』として連載開始 『湾岸ミッドナイト』 シリーズの続編 |
| 亜童                                                  | 天野雀       | －                                                   | 2019年6月号  |                                                                                   |
| 解雇された暗黒兵士（30代） のスローなセカンドライフ   | るれくちぇ   | 岡沢六十四（作者） sage・ジョー （キャラクター原案） | 2021年6月号  | 『ヤングマガジンサード』より移籍                                                  |
| テンカイチ 日本最強武芸者決定戦                       | あずま京太郎 | 中丸洋介（原作）                                     | 2021年6月号  | 『ヤングマガジンサード』より移籍                                                  |
| 精霊使い(エレメンタラー) -些の塵滓-                   | 岡崎武士     | －                                                   | 2022年2月号  |                                                                                   |
| 大怪獣ゲァーチマ                                      | KENT         | －                                                   | 2023年7月号  |                                                                                   |
| 女北斎大罪記                                          | 末太シノ     | －                                                   | 2024年8月号  |                                                                                   |
| 灰と銀の羽根                                          | 文ノ梛       | －                                                   | 2024年9月号  |                                                                                   |
| ルナナイト                                            | 森野昼       | －                                                   | 2024年10月号 |                                                                                   |
| のら犬と天使ちゃん                                    | 鳴見なる     | －                                                   | 2025年7月号  |                                                                                   |
| スーパートリアージ                                    | 加藤文孝     | －                                                   | 2025年8月号  |                                                                                   |
| 邪神の孫 ダークエルフ姉妹と過ごす異世界引きこもり生活 | 竜太         | マサイ（原作）                                       | 2025年9月号  |                                                                                   |

## 休載中
- 魔女と野獣（佐竹幸典）※『ヤングマガジンサード』より移籍[6]
- ウチキャバ 〜お家でキャバクラして兄ちゃんを女の子になれさせよう大作戦〜（松元こみかん）

## 連載終了
『別冊ヤングマガジン』からのものも含まれる
- [R-16]R（原作：佐木飛朗斗、漫画：東直輝）※第一部完
- R-中学生（ゴトウユキコ）
- あいのくりにっく（多田乃伸明）※『ヤンマガWeb』に移籍
- 明日のエサ キミだから（若杉公徳）※『ヤンマガWeb』に移籍
- アダマスの魔女たち（今井ユウ）※『ヤンマガWeb』に移籍
- あらくれお嬢様はもんもんしている（木下由一）※『ヤングマガジンサード』より移籍、『ヤンマガWeb』に移籍
- あわせてイッぽん（玉置勉強）
- 異世界帰りの大賢者様はそれでもこっそり暮らしているつもりです（原作：木野二九、漫画：岡﨑純平、キャラクター原案：日下コウ）
- 異世界の歩き方 エルフと社畜のモンスターツアーズ （redo ）
- 異世界ひとっ娘動物園 僕は絶滅危惧種の飼育員になりました （原作：藤原休樹、漫画：うめ丸）※『ヤングマガジンサード』より移籍、『ヤンマガWeb』に移籍
- いつも読んでくれてありがとう（若杉公徳）
- イモリ201（今井ユウ）
- 妹アイドル（山本マサユキ）
- 妹はひまわり組（氏家ト全）
- 右近左乃介（原作+漫画：村尾幸三、作画：山本康人）
- うざりの（原作：エンドロールプロダクション、漫画：松浦まどか）
- 海めし物語（高田サンコ）
- 英語××センセイ(仮)（西渡槇）※『ヤンマガWeb』に移籍
- エリート!!（新條まゆ）
- オーシャンまなぶ（原作：戸塚たくす、漫画：咲良宗一郎）
- オカルトちゃんは語れない（原作：橋本カヱ、漫画：本多創、監修：ペトス）※『亜人ちゃんは語りたい』のスピンオフ作品、『ヤングマガジンサード』より移籍、『ヤンマガWeb』に移籍
- 踊るリスポーン（三ヶ嶋犬太朗）※『ヤングマガジンサード』より移籍、『ヤンマガWeb』に移籍
- 鬼の又鬼のアモ（多田乃伸明）
- オヤスミ・フクロウ（穐山きえ）
- ガールガールボールシュートガール（平野博寿）
- 学園恋獄ゾンビメイト（森繁拓真）
- 火星ゾンビ（脚本：藤咲淳一、企画・原案：伸童舎、漫画：TATE）
- 疾風伝説 特攻の拓 外伝〜Early Day's〜（原作：佐木飛朗斗、漫画：所十三）
- 疾風伝説 特攻の拓 〜After Decade〜（原作：所十三、漫画：桑原真也）※『疾風伝説 特攻の拓』シリーズの続編
- 風より疾く（かわすみひろし）
- カフェめるへん（蓮古田二郎）
- kiss×sis（ぢたま(某)）※『週刊ヤングマガジン』より移籍
- 啄木鳥探偵處（原作：伊井圭、漫画：南晋也、キャラクター原案：佐木郁、監修：東北新社）※小説『啄木鳥探偵處』のコミカライズ作品、『ヤングマガジンサード』より移籍
- 機動戦士ガンダム Twilight AXIS（協力：サンライズ、コンセプトアドバイザー：Ark Performance、原作：矢立肇・富野由悠季、漫画：蒔島梓）
- CANDY & CIGARETTES（井上智徳）※『ヤングマガジンサード』より移籍
- 逆転検事（脚本：黒田研二、作画：前川かずお、監修：CAPCOM）
- 今日の5の2（桜場コハル）
- 機龍警察（原作：月村了衛、漫画：イナベカズ。構成：フクダイクミ）※『ヤンマガWeb』に移籍
- 銀河乙女（玉越博幸） ※パチンコメーカー「平和」とのコラボ作品
- 空来船打払令（加藤文孝）
- グランス・バズーカ!（太田竜弘）
- グレイプニル（武田すん）『ヤングマガジンサード』より移籍
- クロスチェンジャー（針玉ヒロキ）
- けももの（遠藤弘昭）
- 芸人交換日記〜イエローハーツの物語〜（原作：鈴木おさむ、漫画：東直輝）
- 攻殻機動隊ARISE 〜眠らない眼の男 Sleepless Eye〜（脚本：藤咲淳一、漫画：大山タクミ）
  - 攻殻機動隊 STAND ALONE COMPLEX（漫画：衣谷遊） ※『週刊ヤングマガジン』より移籍
  - 攻殻機動隊 THE HUMAN ALGORITHM（原作　Based on　"THE GHOST IN THE SHELL" series、漫画：吉本祐樹、脚本：藤咲淳一）※『ヤンマガWeb』に移籍
- 攻殻機動隊S.A.C. タチコマなヒビ（プロット：櫻井圭記、漫画：山本マサユキ）※『マンガボックス』に移籍
- COPPELION（井上智徳）※『週刊ヤングマガジン』から移籍
- こみっく☆すたじお（此ノ木よしる）
- サイコバンク（芹沢直樹）
- サイレントメビウスQD（漫画：麻宮騎亜、企画・構成：重馬敬）
- 3×3 EYES 鬼籍の闇の契約者（高田裕三）※『3×3 EYES』シリーズの続編、『eヤングマガジン』より移籍
- 幸子に幸あれ（生春巻）
- G-taste（八神ひろき）
- 死相学探偵（原作：三津田信三、漫画：西塚em）※小説『死相学探偵シリーズ』のコミカライズ作品、『ヤングマガジンサード』より移籍、『ヤンマガWeb』に移籍
- 十 〜忍法魔界転生〜（原作：山田風太郎、漫画：せがわまさき）
- 新天然華汁さやか（佐能邦和）
- 神龍イデア（連打一人）※『ヤンマガWeb』に移籍
- スクールオブトレード（海野ぴるん）
- スケッチー（マキヒロチ）※『ヤングマガジンサード』より移籍、『ヤンマガWeb』に移籍
- スポイラー甘利（浦津ゆうじ）
- セキララ（原作：木之内ミホ、作画：西尾ジュン）
- セルフポートレイト（原作：ずいの、漫画：ザシマ）
- センゴク外伝 桶狭間戦記（宮下英樹）
- センゴク兄弟（原作：東郷隆、漫画：細川忠孝）
- 戦闘破壊学園ダンゲロス（原作：架神恭介、漫画：横田卓馬）
- スカートをはいたおじいさん（原作：ちべた店長、漫画：イトウモロコ）※『ヤングマガジンサード』より移籍
- 戦花（わらいガため）
- たつとら!!（葉月京） ※シリーズ連載
- 地球から来たエイリアン（有馬慎太郎）※『ヤングマガジンサード』より移籍、『ヤンマガWeb』に移籍
- 中間管理録トネガワ（協力：福本伸行、原作：萩原天晴、漫画：三好智樹・橋本智広）※カイジのスピンオフ作品、『コミックDAYS』に移籍
- 鉄子の育て方（かわすみひろし）
- デビルマン対闇の帝王 -DEVILMAN vs HADES-（原作：永井豪、漫画：TEAM MOON）
  - デビルマン外伝 -人間戦記-（原作：永井豪、漫画：細野不二彦）
- 亜人ちゃんは語りたい（ペトス）※『ヤングマガジンサード』より移籍
- 10DANCE（井上佐藤）※『ヤングマガジンサード』より移籍、『ヤンマガWeb』に移籍
- 特命係長 只野仁 ルーキー編（柳沢きみお） ※『週刊ヤングマガジン』より移籍、掲載順は巻末に固定。『ヤンマガWeb』に移籍
- 匿名の彼女たち（五十嵐健三） ※『週刊ヤングマガジン』より移籍、集中連載
- 特例措置団体ステラ女学院高等科C3部（原作：いこま、作画：みどりとももか）※『特例措置団体ステラ女学院中等科C3部』（『ファミ通コミッククリア』連載）の続編
- ドッペルさん（大海たび）※『マガジンポケット』に移籍
- となりで聞くSEX（原作：メルセデスまり子、作画：西尾ジュン）
- NANASE（原作：筒井康隆、画：山崎さやか）
- ナナメにナナミちゃん（吉谷光平）
- 南国育ち（こむそう）※パチンコメーカー「平和」とのコラボ作品 ※2013年7月号より無期限休載していたが2017年に作者が死去のため連載終了。
- 南国育ちin沖縄〜恋のストーリー〜（原作：平和、漫画：こばやしひよこ）
- 南国育ち ビーチバレーガールズ（原作：平和、漫画：保志レンジ）
- 南国ちゅーばっか!（こむそう）※旧題「ツナミ!ちゅー意報」。
- 肉の唄（コウノコウジ）
- 偽者天使 エンジェルフェイク（百瀬武昭）
- nude〜AV女優みひろ誕生物語〜（原作：みひろ、作画：オジロマコト）
- ネイチャージモン（原作：寺門ジモン、作画：刃森尊）
- 熱血番長鬼瓦椿（横山了一）
- バイオレンスジャック20XX（原作：永井豪、漫画：衣谷遊）※『バイオレンスジャック』のリメイク作品
- バカ姉弟（安達哲） ※『週刊ヤングマガジン』より移籍、掲載順は巻末に固定。オールカラー、『ヤンマガWeb』に移籍
- はじめてだってば!（咲香里）
- 犯罪交渉人 峰岸英太郎（記伊孝）
- ヒカルンパ☆（大橋薫）
- ピックアップ（原作：真鍋昌平、漫画：福田博一）※第一部完
- ひとりぼっちで恋をしてみた（田川とまた）
- 媛神様のおしごと（船堀斉晃）
- ふぇっち（高橋直樹）
- FLAT OUT（しんむらけーいちろー）
- プロレスメン（ジェントルメン中村）
- 辺境の老騎士バルド・ローエン（原作：支援BIS、漫画：菊石森生）※『ヤングマガジンサード』より移籍、『ヤンマガWeb』に移籍
- 暴想処女（酉川宇宙） ※『週刊ヤングマガジン』に移籍
- MAIの部屋（唯登詩樹）
- マジンガーZ インターバルピース（原作：永井豪、脚本：小沢高広（うめ）、漫画：長田馨）
- ミニマム（宮崎摩耶）
- 女神のスプリンター（原作：原田重光、漫画：かろちー）
- もんもん飯（ナタでココ）
- 山風短（原作：山田風太郎、作画：せがわまさき）
- ヨモツヘグイ 死者の国の果実（柿崎正澄）
- ラージャ（印南航太）
- ラブ嬢（玉越博幸）※パチンコメーカー「平和」とのコラボ作品
- ラブプラス Nene Days（原作：コナミデジタルエンタテインメント、漫画：九月タカアキ）
- リップス（船堀斉晃）
- RIN（新井英樹）
- レッツ☆ラグーン（岡崎武士）
- りんちゃんさんさーら（雅日野琥珀）※『ヤングマガジンサード』より移籍
- 老人の町（明日乃隆）
- ロジコマンガ（山本マサユキ）
- Yの楽園（原作：筒井康介、漫画：高橋直樹）
- 渡くんの××が崩壊寸前（鳴見なる）※『ヤングエース』より移籍

## 映像化作品

### アニメ化
| 作品                               | 放送年 | アニメーション制作     | 備考                       |
| ---------------------------------- | ------ | ---------------------- | -------------------------- |
| 今日の5の2                         | 2008年 | XEBEC                  | 『別冊ヤングマガジン』時代 |
| kiss×sis                           | 2010年 | feel.                  |                            |
| 特例措置団体ステラ女学院高等科C3部 | 2013年 | GAINAX                 |                            |
| COPPELION                          | 2013年 | GoHands                |                            |
| グレイプニル                       | 2020年 | PINE JAM               |                            |
| 魔女と野獣                         | 2024年 | 横浜アニメーションラボ |                            |
| 渡くんの××が崩壊寸前               | 2025年 | Staple Entertainment   |                            |
| テンカイチ 日本最強武芸者決定戦    | 未公表 | 未公表                 |                            |

| 作品       | 発売年                 | アニメーション制作 | 備考                            |
| ---------- | ---------------------- | ------------------ | ------------------------------- |
| 今日の5の2 | 2006年-2007年（第1作） | 真空間、リリクス   | 『別冊ヤングマガジン』時代      |
| 今日の5の2 | 2009年（第2作）        | XEBEC              | 『別冊ヤングマガジン』時代      |
| kiss×sis   | 2010年-2015年          | feel.              | 掲載誌の移籍前にも、OVA制作あり |

- 掲載誌を本誌へ移籍前にテレビアニメ化されていた作品だと『亜人ちゃんは語りたい』もある。
- 掲載誌を本誌から移籍後にテレビアニメ化された作品だと『中間管理録トネガワ』もある。

### テレビドラマ化
| 作品         | 放送年 | 制作                  | 備考 |
| ------------ | ------ | --------------------- | ---- |
| 鉄子の育て方 | 2014年 | 名古屋テレビ放送      |      |
| しもべえ     | 2022年 | NHK、共同テレビジョン |      |

### 映画化
| 作品    | 放送年 | 制作                          | 備考 |
| ------- | ------ | ----------------------------- | ---- |
| 10DANCE | 2025年 | エピスコープ株式会社、Netflix |      |